# Folke Folkesson (Rossviksätten)
Folke Folkesson (Rossviksätten) var en svensk häradshövding.

## Biografi
Folke Folkesson (Rossviksätten) nämns första gången 1405 och var från 1412–1413 till 1416–1425 häradshövding i Tuhundra härad.

### Egendom
Folke Folkesson hade Almö i Barkarö socken som sätesgård mellan 1411–1419. Han ägde jord i Västra härad och Östra Härad i Småland och Kinda härad i Östergötland.

### Familj
Folke Folkesson gifte sig senast 1412 med Holmfrid Johansdotter (Almöätten), dotter till Johan Laurensson (Almöätten). De fick tillsammans barnen Jon Folkesson och Kristin Folkesdotter som var gift med Gustaf Ulfsson (Sparre av Hjulsta och Ängsö).